# Panther Kallista
Panther Kallista — автомобиль, выпускавшийся компанией Panther Westwinds с 1982 по 1990 год. Он заменил Lima в качестве объемной модели Panther по 1980-е годы.
В отличие от Panther Lima, базирующейся на Vauxhall, в Kallista использовалась механика Ford, включая двигатели от 1,6 л прямой-4 до 2,9 л. Кельн V6. Как и её предшественник, она имела стиль, напоминающий более ранние автомобили Allard и Morgan.
В более поздних моделях 1990-х годов, произведённых SsangYong, использовался двигатель объемом 2,0 л.
В Kallista использовался алюминиевый кузов поверх специально построенного стального шасси. Производительность была хорошей: разгон до 96,6 км/ч занимал менее 8 секунд.

## Фильмография
Kallista появился в фильме 1987 года «Timestalkers».

## SsangYong
SsangYong Motor Company выпустила версию badge Engineered в 1992 году под названием «SsangYong Kallista». Было созданно всего 77 моделей корейским автопроизводителем SsangYong.